# Leonencio Nossa
Leonencio Nossa Junior é jornalista, biógrafo, escritor e historiador brasileiro. A sua obra é constituída por biografias, reportagens históricas, estudos políticos, artigos de opinião e relatos de viagens. Doutor em Bens Culturais e mestre em História e Política pelo CPDOC, da Fundação Getúlio Vargas.

## Biografia
Leonencio Nossa é autor dos livros Homens invisíveis; e O rio, uma viagem pela alma do Amazonas, publicados pela Editora Record; O Major Curió e as guerrilhas no Araguaia, Companhia das Letras; Roberto Marinho, o poder está no ar,  e Roberto Marinho, a Globo na ditadura, Nova Fronteira; e As guerras da independência do Brasil, Topbooks.
Em seus livros e reportagens, descreve conflitos históricos especialmente na Amazônia, retratando questões políticas, indígenas e ambientais. Também se destaca por perfis de figuras emblemáticas da vida brasileira, como Roberto Marinho, criador da TV Globo. Venceu duas vezes o Prêmio Esso e cinco vezes o Vladimir Herzog de Anistia e Direitos Humanos. Por suas reportagens especiais de direitos humanos e política, foi reconhecido, em 2023 e 2024, como o jornalista mais premiado da história da imprensa de Brasília e do Centro-Oeste e um dos mais destacados do Brasil, pelo site Jornalistas&Companhia.
Publicou pelos jornais O Estado de S. Paulo e Folha de S.Paulo estudos sobre assassinatos políticos no país desde a Lei da Anistia. O trabalho investigativo foi pioneiro no levantamento de crimes de poder, conquistando a última edição realizada do Prêmio Esso de Jornalismo e o Vladimir Herzog.
Tem trabalhos reconhecidos nas Conferências Latino-Americanas de Jornalismo Investigativo, do Instituto Prensa y Sociedad e da Transparência Internacional, em Buenos Aires (2010), Guaiaquil (2011), Cidade do México (2014), Cidade do Panamá (2016), Canelones (2021) e Rio de Janeiro (2022).

#### Formações
Fez graduação em comunicação social - jornalismo pela Universidade Federal do Espírito Santo (UFES) e mestrado em História, Política e doutorado em Bens culturais pela Fundação Getulio Vargas (FGV/CPDOC).[carece de fontes?]

## Prêmios

#### 2024
- Troféu Vladimir Herzog - mentor de estudantes de jornalismo, Instituto Vladimir Herzog

#### 2023
- .Prêmio Jabuti de Literatura - Biografia e Reportagem, finalista, Câmara Brasileira do Livro.

#### 2022
- Prêmio Direitos Humanos de Jornalismo, Movimento Justiça e Direitos Humanos.
- Prêmio Estadão de Vídeo, O Estado de S.Paulo

#### 2018
- Prêmio Petrobras de Jornalismo, categoria cultura, Petrobras.

#### 2017
- Prêmio Dom Helder Câmara de Imprensa, Conferência dos Bispos do Brasil(CNBB).
- Grande Prêmio Petrobras de Jornalismo, Petrobras.[3]

#### 2016
- Prêmio Vladimir Herzog de Anistia e Direitos Humanos, Instituto Vladimir Herzog.
- Prêmio de Excelência Jornalística, Sociedade Interamericana de Imprensa.
- Prêmio Direitos Humanos de Jornalismo, Movimento Justiça e Direitos Humanos.
- Prêmio Estadão de Jornalismo, O Estado de S.Paulo.
- Prêmio de Jornalismo Investigativo Latino-Americano, 2º Lugar, Instituto Prensa y Sociedad e Transparência Internacional.[4]
- Ordem do Mérito da Advocacia Raymundo Faoro, Ordem dos Advogados do Brasil.

#### 2015
- Prêmio Esso regional Sudeste, Exxon do Brasil.
- Prêmio Vladimir Herzog de Anistia e Direitos Humanos, Instituto Vladimir Herzog.
- Prêmio Direitos Humanos de Jornalismo, Movimento Justiça e Direitos Humanos.
- Prêmio Estadão de Jornalismo, 2º Lugar, O Estado de S.Paulo.

#### 2014
- Prêmio Esso de Jornalismo, Exxon do Brasil.[5]
- Prêmio Vladimir Herzog de Anistia e Direitos Humanos, Instituto Vladimir Herzog.[6]
- Prêmio de Jornalismo Investigativo Latino-Americano, menção honrosa, Instituto Prensa y Sociedad e Transparência Internacional.

#### 2013
- Prêmio Estadão de Jornalismo, 2º Lugar, O Estado de S.Paulo.

#### 2012
- Prêmio Jabuti de Literatura - Biografia e Reportagem, Finalista, Câmara Brasileira do Livro
- Prêmio Estadão de Jornalismo, O Estado de S.Paulo.
- Prêmio Estadão de Jornalismo, 3º Lugar, O Estado de S.Paulo.

#### 2011
- Prêmio Vladimir Herzog de Anistia e Direitos Humanos, Instituto Vladimir Herzog.
- Prêmio de Excelência Jornalística, Sociedade Interamericana de Imprensa.
- Prêmio Imprensa Embratel, Embratel.
- Prêmio Direitos Humanos de Jornalismo, Movimento Justiça e Direitos Humanos.[7]
- Prêmio José Amilton Ribeiro de Jornalismo, Sindicato dos Jornalistas Profissionais do Estado de São Paulo.
- Prêmio Estadão de Jornalismo, O Estado de S.Paulo.
- Prêmio Estadão de Jornalismo, 2º Lugar-categoria edição, O Estado de S.Paulo.
- Prêmio de Jornalismo Investigativo Latino-Americano, Especial do Juri, Instituto Prensa y Sociedad e Transparência Internacional.
- Prêmio de Jornalismo Investigativo Latino-Americano, Juri Popular, Instituto Prensa y Sociedad e Transparência Internacional.
- Prêmio de Jornalismo Investigativo Latino-Americano, menção honrosa, Instituto Prensa y Sociedad e Transparência Internacional.

#### 2009
- Prêmio Vladimir Herzog de Anistia e Direitos Humanos, menção honrosa, Instituto Vladimir Herzog.

- Prêmio Estadão de Jornalismo, O Estado de S.Paulo.

#### 2008
- Prêmio Tim Lopes de Investigação Jornalística, Agência de Notícias dos Direitos da Infância.

#### 1999
- Prêmio Capixaba de Jornalismo, ArcelorMittal, Fibria, Tubarão e Vale.
- Prêmio Alexandre de Cerqueira Cesar de Jornalismo, 2º lugar, Sindicato Nacional dos Agentes da Inspeção do trabalho.

#### 1998
- Prêmio Pão de Açúcar de Incentivo à Pesquisa em Comunicação Social, Sociedade Brasileira de Estudos Interdisciplinares da Comunicação (Intercom)

## Obras
| Capa | Titulo                                  | Ano  | Editora              | Resumo |
| ---- | --------------------------------------- | ---- | -------------------- | --- |
|      | Mata!                                   | 2012 | Companhia das Letras | Leonencio Nossa teve acesso exclusivo ao lendário arquivo pessoal do major Sebastião Rodrigues de Moura, o Curió, um dos protagonistas da repressão da ditadura militar à guerrilha. O autor revela pela primeira vez detalhes das torturas e assassinatos que vitimaram dezenas de pessoas na década de 1970 na região do Araguaia, entre militantes do PC do B e simpatizantes locais. Por outro lado, o livro também se deixa ler como um arrebatador panorama histórico do Bico do Papagaio e do sudeste do Pará - que se transformam, a partir do relato de Nossa, numa espécie de microcosmo dos conflitos sociais e fundiários do país. Mata! percorre quase duzentos anos na história da região, incluindo tragédias recentes como a exploração de ouro em Serra Pelada e os massacres de sem-terra, para compor um verdadeiro épico da desordenada ocupação do território amazônico a partir do século XX. |
|      | Roberto Marinho: O poder está no ar     | 2019 | Nova Fronteira       | Embarque em uma jornada épica e fascinante através da vida de Roberto Marinho, o brasileiro mais poderoso de seu tempo e criador do maior império de comunicação da América Latina. Roberto Marinho, o poder está no ar mergulha em sua história desde a juventude, quando herdou um jornal recém-criado e lutou para garantir a sobrevivência do negócio em meio à turbulência política da ditadura Vargas. Nesse cenário repleto de agentes da repressão, espiões estrangeiros, militares afoitos, agitadores políticos e artistas da época, Marinho enfrentou desafios e golpes em sua trajetória. |
|      | As guerras da independência do Brasil   | 2022 | Topbooks             | Muita gente critica o famoso quadro de Pedro Américo que mostra D. Pedro no momento do grito de “independência ou morte” à margem do riacho Ipiranga, em São Paulo: o príncipe monta vistoso cavalo em vez de uma mula, e os homens da comitiva, provavelmente trajados com roupas simples, ganharam fardas rebuscadas. Mas os mesmos críticos não se preocuparam em identificar os personagens da pintura, retratados a partir de moldes reais. Eram milicianos. O termo “milícia” varia no tempo, mas a origem dessas figuras que aparecem na cena histórica soa familiar à realidade atual do Brasil. No período colonial, tinham tradição em disputas sangrentas por terra, no interior paulista, compondo uma força paralela. Ainda não formavam a nobreza que pouco depois lucraria com o café e a escravidão no Vale do Paraíba. A terra foi, muitas vezes, o estopim das guerras no processo de autonomia política e econômica que durou pelo menos três décadas no Sudeste, nas margens dos rios Amazonas e Tocantins, nas matas de cocais do Maranhão, no sertão do Piauí, no Cerrado, no Pampa, nos canaviais do Norte, no mar da Bahia. E tais batalhas envolveram indígenas, negros, europeus, ciganos, árabes, judeus e mestiços, como explica este brilhante ensaio. Com vários livros publicados, Leonencio Nossa ganhou os Prêmios Esso de Jornalismo; Vladimir Herzog de Anistia e Direitos Humanos; Sociedade Interamericana de Imprensa e Latino-Americano de Investigação Jornalística por suas reportagens sobre política e Amazônia. |
|      | O rio, uma viagem pela alma do Amazonas | 2011 | Record               | Em O rio, Leonencio relata o que vê ao descer a cordilheira dos Andes, atravessar povoados das selvas peruana e amazônica, até chegar à Macedônia – povoado mais próximo do deságüe. Frio e ar rarefeito, poeira e queimaduras solares, foram muitos os desafios ao longo do trajeto. Um caminho marcado por afluentes, subafluentes, igarapés, paranás, lagos, água que não acaba mais. Mas, principalmente, por vários povos ribeirinhos, suas histórias, anseios, ambições e dificuldades. As denúncias de exploração sexual de crianças, poluição. “O importante é conhecer pessoas, ouvir histórias, trocar experiências. Aliás, qualquer debate sobre um rio nunca terá ponto final, especialmente um rio do tamanho e do tipo do Amazonas, considerado novo pelos especialistas, um curso que ainda está em formação”, explica Leonencio. Ao percorrer territórios peruanos e brasileiros, o autor comprova que observar o rio Amazonas não é apenas trazer informações hidrográficas ou turísticas aos leitores. Seguir essas águas, que assumem nomes diferentes ao longo do caminho, é também encontrar a alteridade dos povos, a memória de uma América entocada, culturas perdidas ou ainda desconhecidas. |
|      | Homens Invisíveis                       | 2007 | Record               | A expedição vai durar 105 dias. A caminhada através da mata e a travessia dos rios são difíceis. Bagagens, equipamentos e provisões que os homens carregam se tornam a cada dia mais pesados; eles são obrigados a deixar pra trás muitas coisas que antes pareciam imprescindíveis. A comida é comida. Ao anoitecer, nuvens de mosquitos atacam o acampamento. Há cobras venenosas, jacarés, aranhas, formigas que “cospem fogo”. Entre os integrantes da expedição, é a hora da solidariedade, mas também a hora em que se aguçam os conflitos, como sempre acontece em uma situação-limite. Quase tão isolados quanto os flecheiros, muitos perdem a noção do tempo – só sabem que, ali, nada é pra já. Colocando em debate temas como a existência dos povos isolados, estes brasileiros invisíveis, e a demarcação de terras indígenas, Homens invisíveis se faz uma obra de extrema importância para o cenário brasileiro atual. |
|      | Viagens com o Presidente                | 2006 | Record               | Traz histórias saborosas e inéditas dos bastidores das idas e vindas do presidente Lula pelo país e pelo mundo. Os autores transportam os leitores à cabine de avião e às salas VIP reservada |

## Textos em jornais de notícias e revistas
1. Floresta dos Espíritos. O Estado de S.Paulo, São Paulo, 01 abr. 2021.
2. País já teve 76 assassinatos políticos. O Estado de S. Paulo, 26 out. 2020.
3. Novas Veredas. O Estado de S.Paulo, São Paulo, 11 fev. 2017.
4. BORGES,A. .Terra Bruta. O Estado de S.Paulo, São Paulo, 10 jul. 2016.
5. Favela Amazônica. O Estado de S.Paulo, São Paulo, 05 jul. 2015.
6. Sangue Político. O Estado de S.Paulo, São Paulo, 12 out. 2013.